# Danh sách nhà toán học Đức
Đây là danh sách các nhà toán học Đức:
Đây là một danh sách chưa hoàn tất, và có thể sẽ không bao giờ thỏa mãn yêu cầu hoàn tất. Bạn có thể đóng góp bằng cách mở rộng nó bằng các thông tin đáng tin cậy.

## A
- Ilka Agricola
- Rudolf Ahlswede
- Wilhelm Ahrens
- Oskar Anderson
- Karl Apfelbacher
- Philipp Apian
- Petrus Apianus
- Michael Artin
- Günter Asser
- Bruno Augenstein
- Georg Aumann

## B
- Isaak Bacharach
- Paul Gustav Heinrich Bachmann
- Reinhold Baer
- Christian Bär
- Wolf Barth
- Friedrich L. Bauer
- August Beer
- Walter Benz
- Rudolf Berghammer
- Felix Bernstein
- Ludwig Berwald
- Friedrich Bessel
- Karl Bobek
- Friedrich Böhm
- Oskar Bolza
- Karl-Heinz Boseck
- Hermann Bottenbruch
- Benjamin Bramer
- Andreas Brandstädt
- Heinrich Brandt
- Richard Brauer
- Hel Braun
- Alexander von Brill
- Adolf Ferdinand Wenceslaus Brix
- Max Brückner
- Heinrich Bruns
- Roland Bulirsch
- Johann Karl Burckhardt
- Heinrich Burkhardt
- Hans Heinrich Bürmann

## C

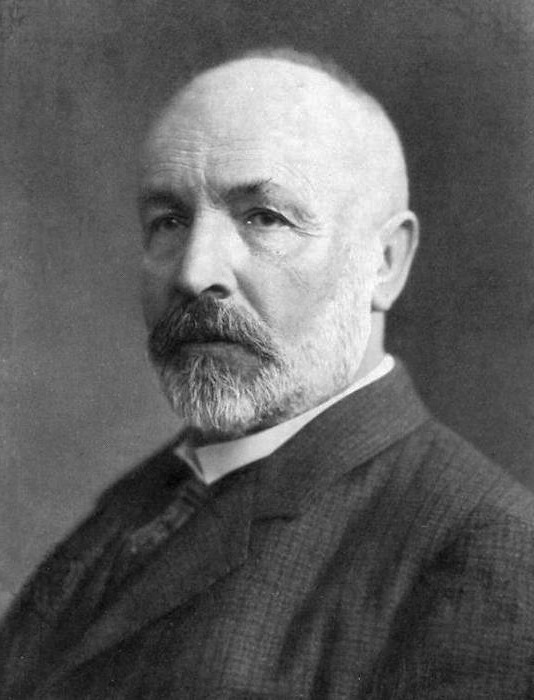
Georg Cantor

- Georg Cantor
- Constantin Carathéodory
- Wilhelm Cauer
- Ludolph van Ceulen
- Otfried Cheong
- David Christiani
- Christopher Clavius
- Stephan Cohn-Vossen
- Paul Cohn
- Armin B. Cremers
- Peter Crüger

## D

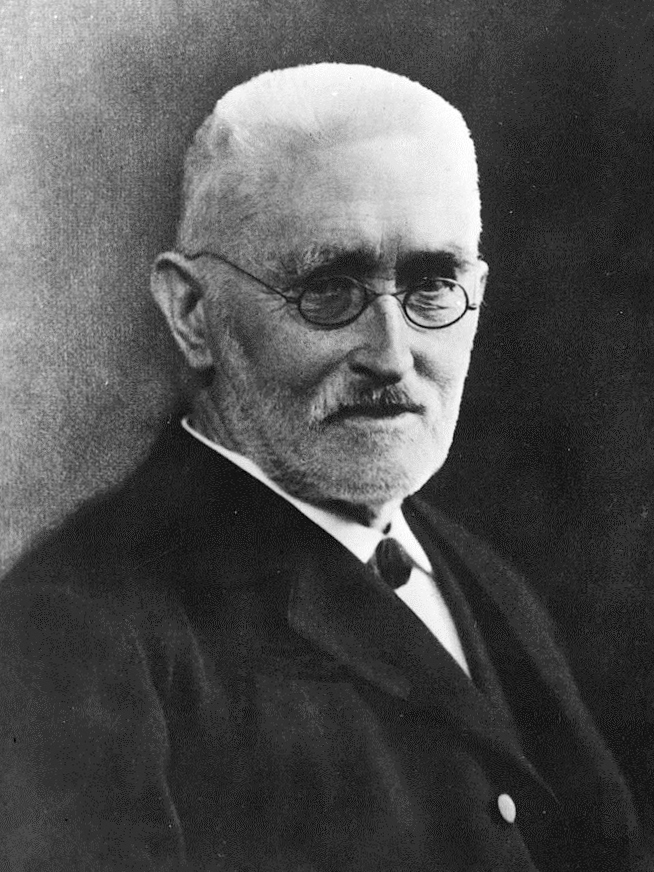
Richard Dedekind

- Richard Dedekind
- Herbert von Denffer
- Christopher Deninger
- Otto Dersch
- Max Deuring
- Anton Deusing
- Wolfgang Doeblin
- Gustav Doetsch
- Andreas Dress

## E
- Heinz-Dieter Ebbinghaus
- Carl Gottlieb Ehler
- Martin Eichler
- Lorentz Eichstadt
- Bettina Eick
- Kirsten Eisenträger
- Joachim Engel
- Karin Erdmann
- Andreas von Ettingshausen

## F
- Johann Faulhaber
- Gustav Fechner
- Dmitry Feichtner-Kozlov
- Käte Fenchel
- Paul Finsler
- Felix Finster
- Bernd Fischer
- Hans Fitting
- Andreas Floer
- W. Frahm
- Wilhelm von Freeden
- Gottlob Frege
- Gerhard Frey
- Bruno von Freytag-Löringhoff
- Robert Fricke
- Robert Frucht
- Wolfgang Heinrich Johannes Fuchs
- Joseph Furttenbach
- Philipp Furtwängler

## G

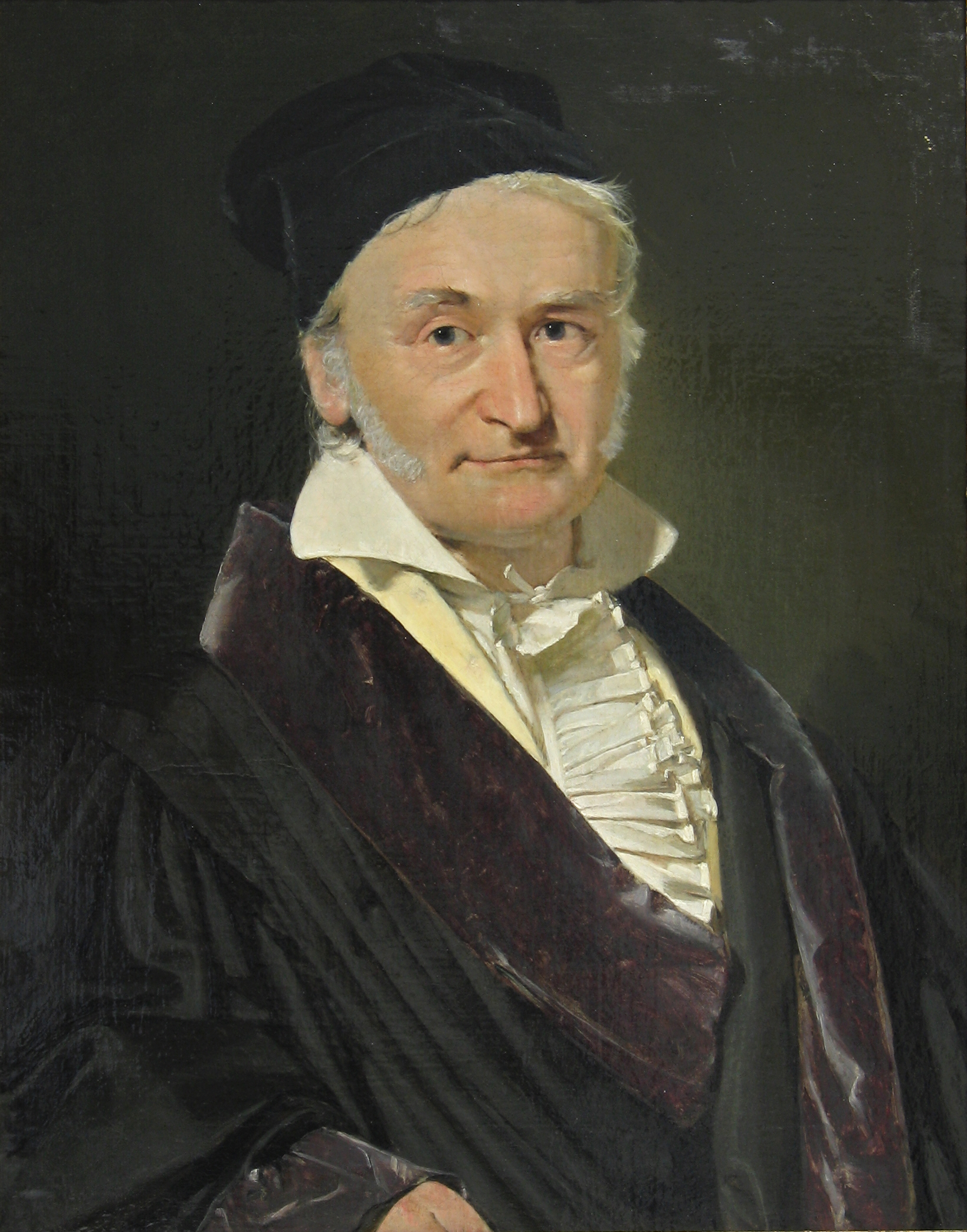
Carl Friedrich Gauss

- David Gans
- Nina Gantert
- Harald Garcke
- Joachim von zur Gathen
- Carl Friedrich Gauss
- Gerhard Geise
- Heide Gluesing-Luerssen
- Johannes von Gmunden
- Christian Goldbach
- Kurt Gödel
- Adolph Göpel
- Rudolf Gorenflo
- Lothar Göttsche
- Hermann Grassmann
- Heinrich Friedrich Gretschel
- Michael Griebel
- Martin Grötschel
- Detlef Gromoll
- Nicolas Guisnée

## H

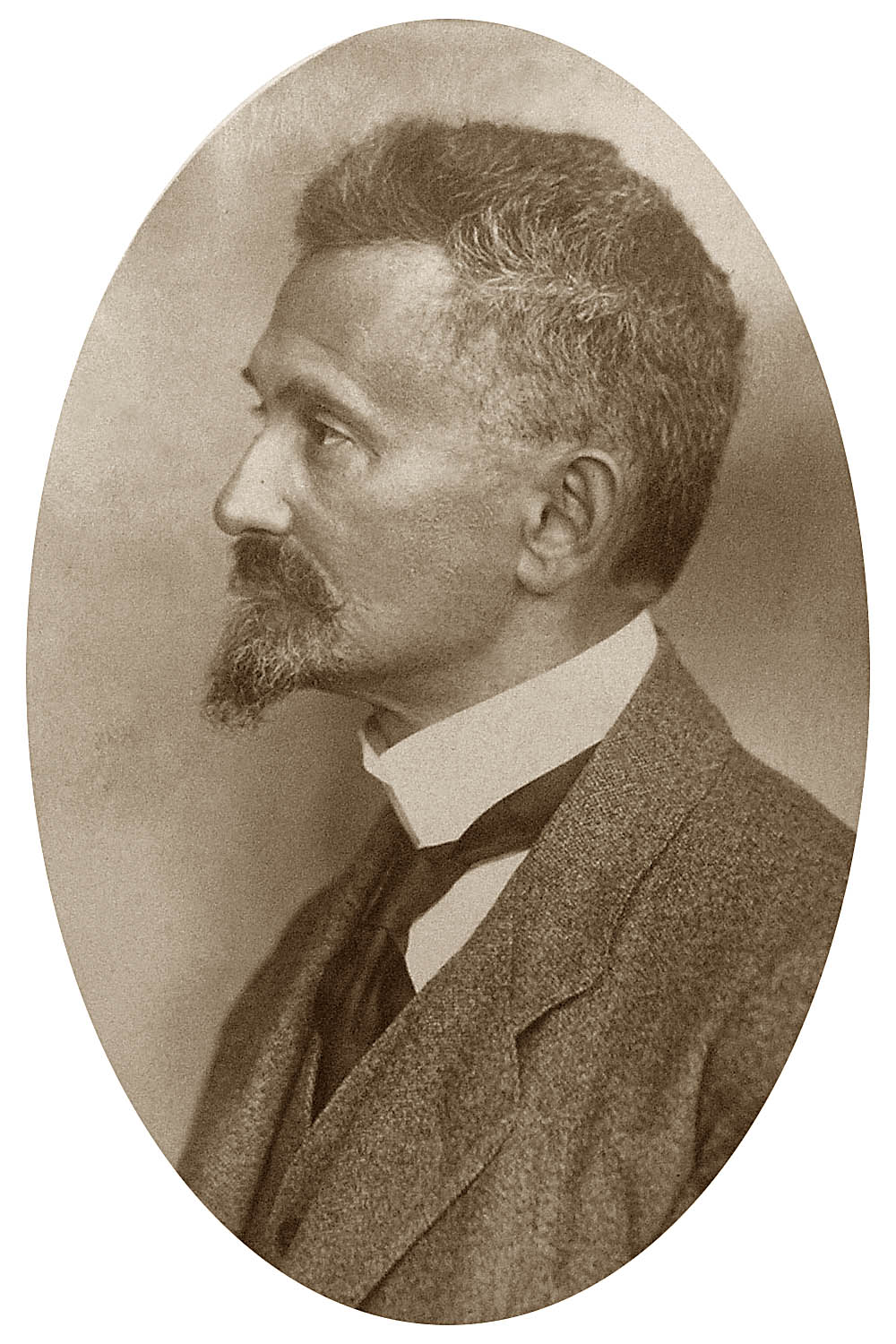
Felix Hausdorff

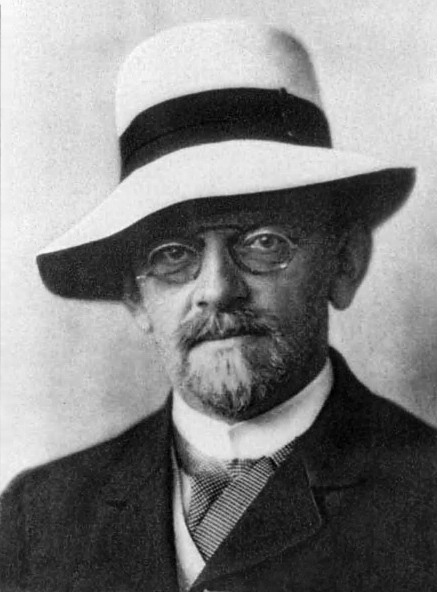
David Hilbert

- Wolfgang Hackbusch
- Arndt von Haeseler
- Elisabeth Hagemann
- Wolfgang Hahn
- Rudolf Halin
- Ursula Hamenstädt
- Johannes Hancke
- Wolfgang Händler
- Hermann Hankel
- Raphael Levi Hannover
- Carl Gustav Axel Harnack
- Paul Harzer
- Helmut Hasse
- Maria Hasse
- Otto Hesse
- Felix Hausdorff
- Eduard Heine
- Dieter Held
- Kurt Hensel
- Ferdinand Ernst Karl Herberstein
- Maximilian Herzberger
- Edmund Hess
- Karl Hessenberg
- David Hilbert
- Friedrich Hirzebruch
- Eberhard Hopf
- Heinz Hopf
- Jakob Horn
- Günter Hotz
- Annette Huber-Klawitter
- Klaus Hulek
- Gerhard Hund
- Adolf Hurwitz

## I
- Ilse Ipsen
- Caspar Isenkrahe

## J

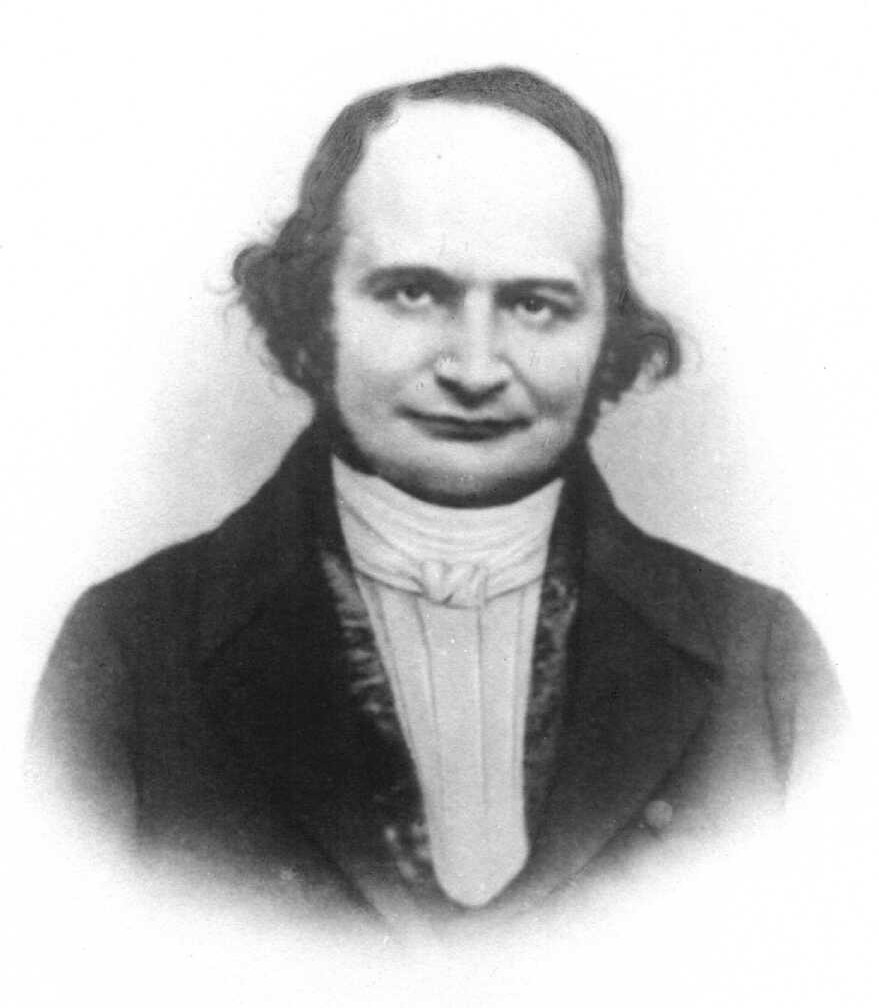
Carl Gustav Jacob Jacobi

- Carl Gustav Jacob Jacobi
- Eugen Jahnke
- Ferdinand Joachimsthal
- Philipp von Jolly
- Wilhelm Jordan
- Jürgen Jost
- Joachim Jungius

## K

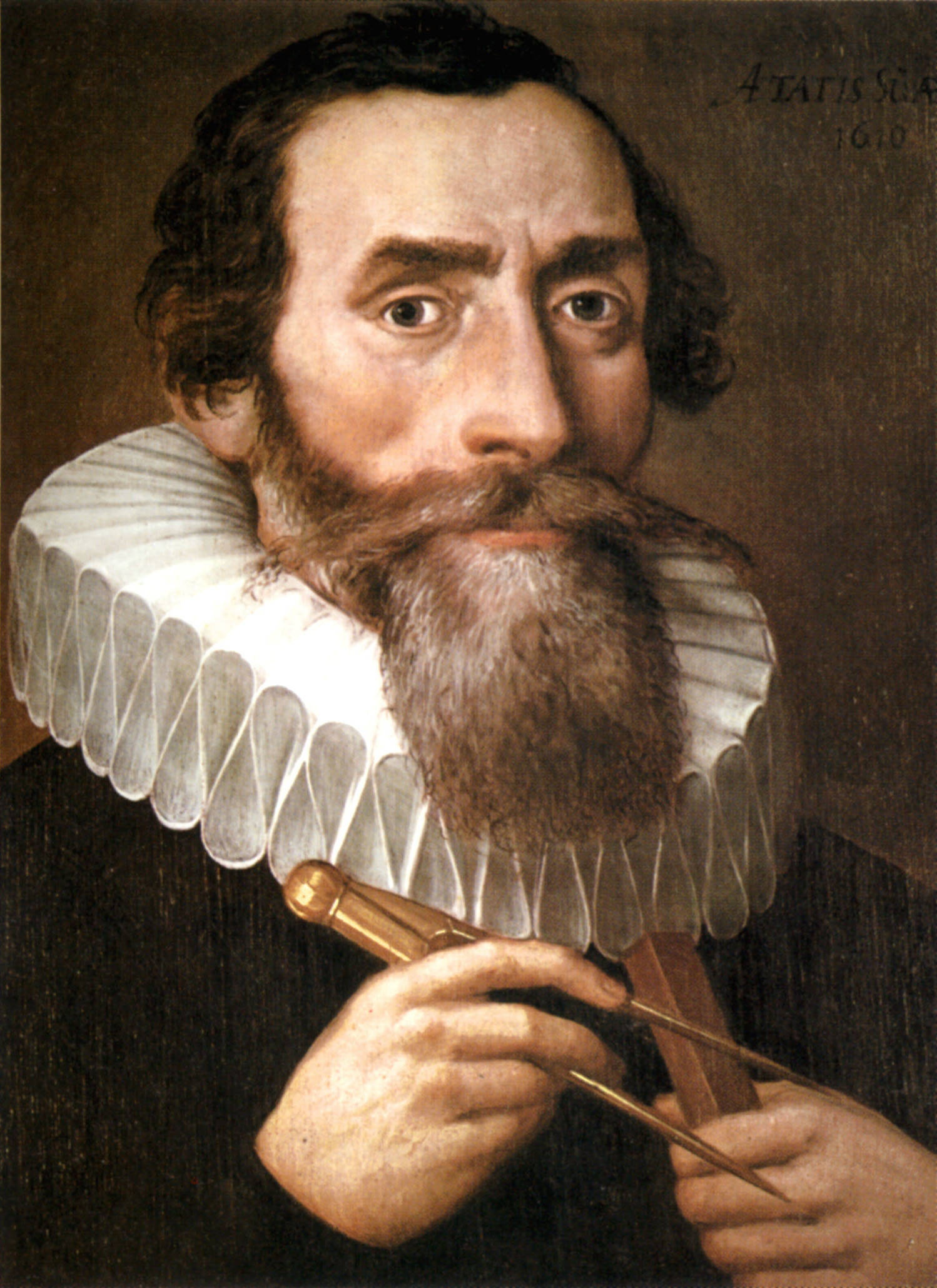
Johannes Kepler

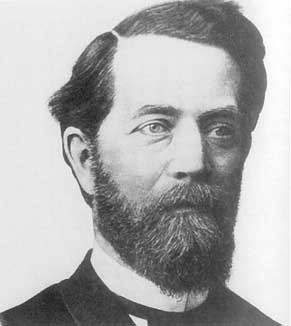
Felix Klein

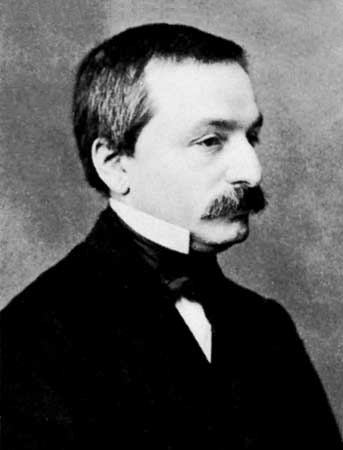
Leopold Kronecker

- Erich Kähler
- Margarete Kahn
- Gabriele Kaiser
- Theodor Kaluza
- Erich Kamke
- Ralph Kaufmann
- Julia Kempe
- Johannes Kepler
- Felix Klein
- Alfred Kneschke
- Adolf Kneser
- Hellmuth Kneser
- Martin Kneser
- Herbert Koch
- Karl-Rudolf Koch
- Rudolf Kochendörffer
- Leo Königsberger
- Gottfried Köthe
- Ernst Kötter
- Gerhard Kowalewski
- Leopold Kronecker
- Johann Heinrich Louis Krüger
- Ulrich Kulisch

## L

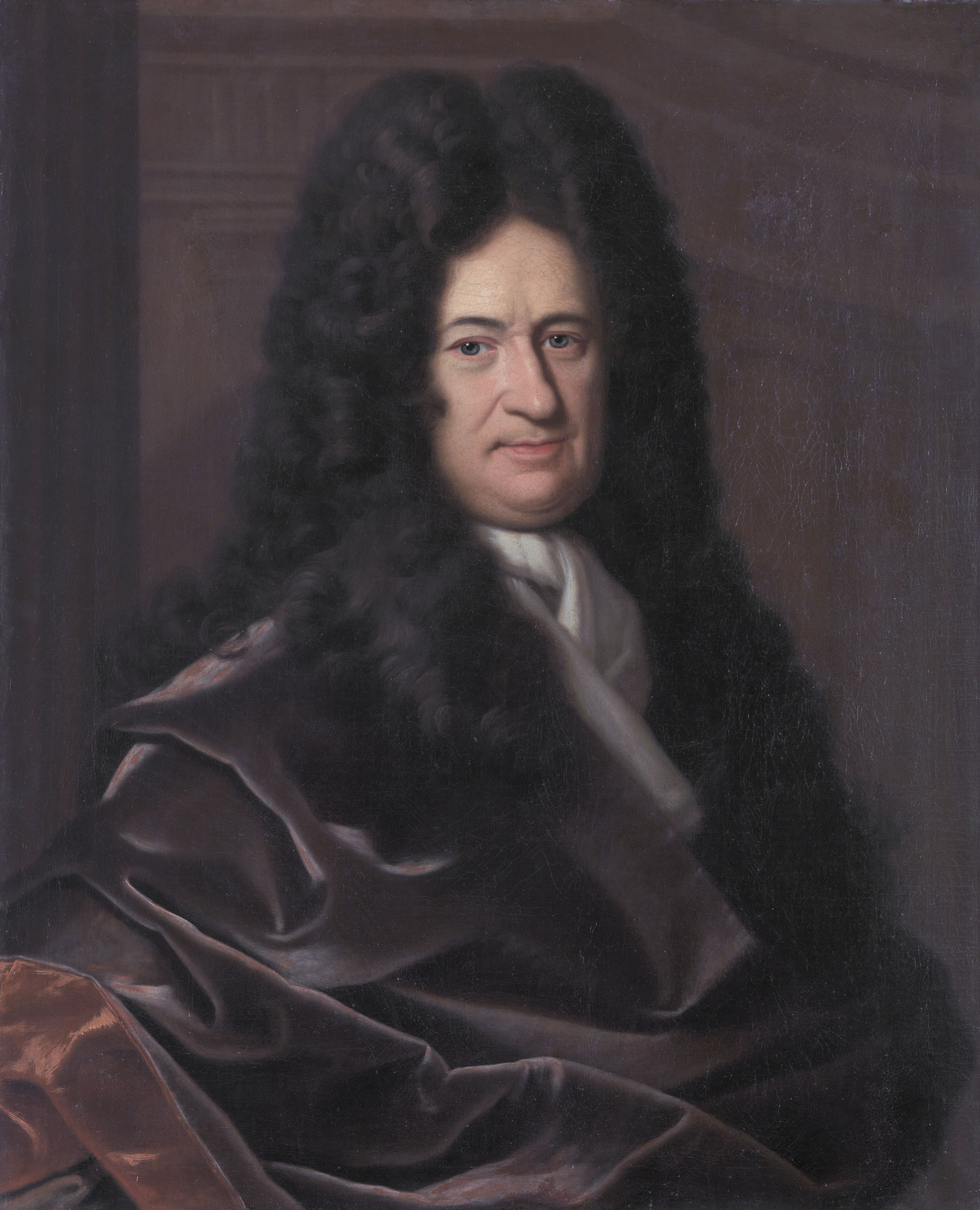
Gottfried Wilhelm Leibnitz

- Georg Landsberg
- Karl Christian von Langsdorf
- Johann Lantz
- Wilhelm Leber
- Gottfried Wilhelm Leibniz
- Kurt Leichtweiss
- Wolfgang Leinberer
- Thomas Lengauer
- Heinrich-Wolfgang Leopoldt
- Jacob Leupold
- Ferdinand von Lindemann
- Rudolf Lipschitz
- Peter Littelmann
- Martin Löb
- Alfred Loewy
- Paul Lorenzen
- Leopold Löwenheim
- Yuri Luchko
- Wolfgang Lück
- Stephan Luckhaus
- Günter Lumer
- Jacob Lüroth

## M

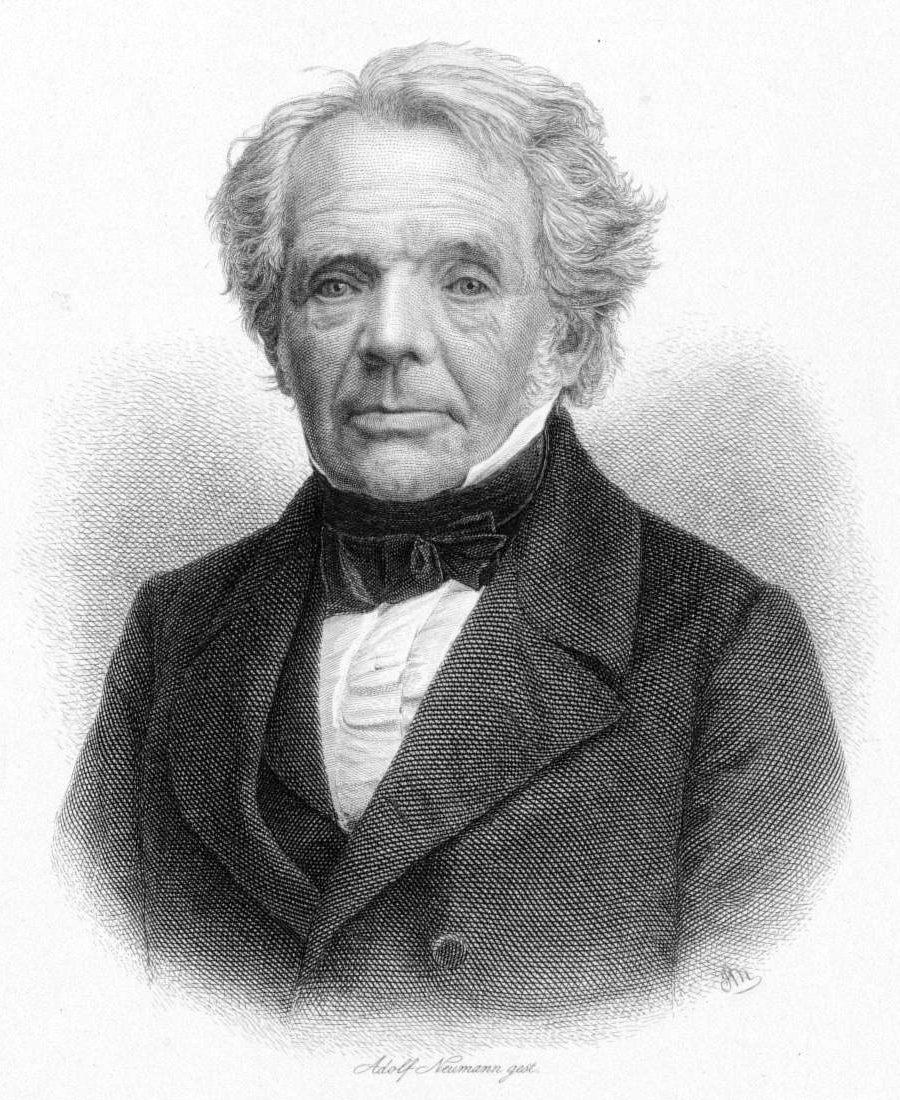
August Ferdinand Möbius

- Michael Maestlin
- Paul Mahlo
- Helmut Maier
- Hans Carl Friedrich von Mangoldt
- Yuri Manin
- Jens Marklof
- Johannes Marquart
- Christian Gustav Adolph Mayer
- Johann Tobias Mayer
- Ernst Mayr
- Gustav Ferdinand Mehler
- Ludwig Mehlhorn
- Nicholas Mercator
- Franz Mertens
- Uta Merzbach
- Richard Meyer
- Preda Mihăilescu
- Hermann Minkowski
- Otfrid Mittmann
- August Ferdinand Möbius
- Arnold Möller
- Karl Mollweide
- Robert Edouard Moritz
- Jürgen Moser
- Ruth Moufang
- John Müller
- Stefan Müller
- Werner Müller
- Herman Müntz

## N

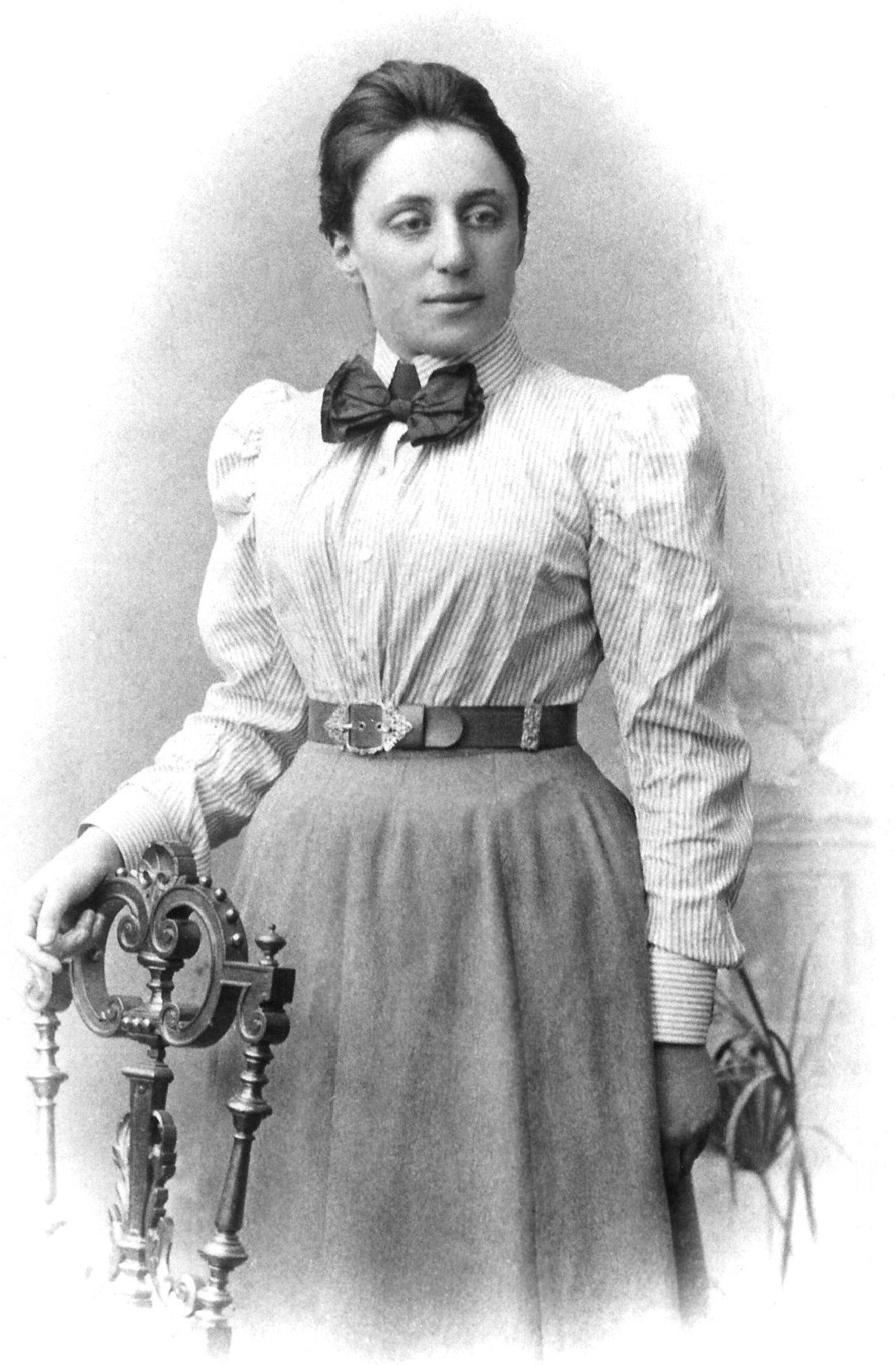
Emmy Noether

- Valentin Naboth
- Frank Natterer
- Gabriele Nebe
- Leonard Nelson
- Eugen Netto
- Jürgen Neukirch
- Carl Neumann
- Hanna Neumann
- Walter Neumann
- Mara Neusel
- Nicholas of Cusa
- Carsten Niebuhr
- Hans-Volker Niemeier
- Barbara Niethammer
- Joachim Nitsche
- Georg Nöbeling
- Emmy Noether
- Fritz Noether
- Max Noether
- Frieda Nugel

## O
- Adam Olearius
- Friedrich Wilhelm Opelt
- Volker Oppitz
- Felix Otto

## P
- Moritz Pasch
- Heinz-Otto Peitgen
- Rose Peltesohn
- Oskar Perron
- Fritz Peter
- Stefanie Petermichl
- Hans Petersson
- Carl Adam Petri
- Johann Wilhelm Andreas Pfaff
- Michael Pfannkuche
- Albrecht Pfister
- Adolf Piltz
- Julius Plücker
- Leo August Pochhammer
- Burkard Polster
- Johannes Praetorius
- William Prager
- Alfred Pringsheim
- Heinz Prüfer
- Friedrich Prym

## R

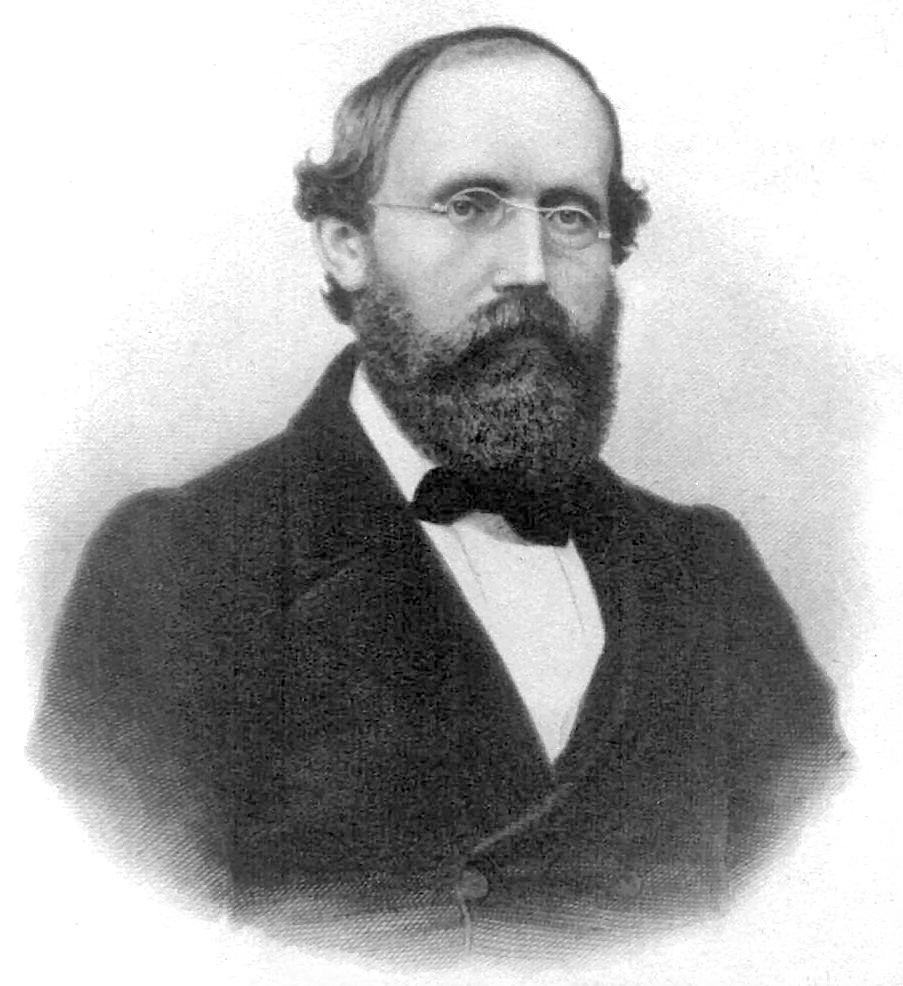
Georg Friedrich Bernhard Riemann

- Rodolphe Radau
- Thomas von Randow
- Michael Rapoport
- Regiomontanus
- Karin Reich
- Julius Reichelt
- Hermann of Reichenau
- Kurt Reidemeister
- Christian Reiher
- Nicolaus Reimers
- Erasmus Reinhold
- Michel Reiss
- Eric Reissner
- Roberet Remak
- Reinhold Remmert
- Lasse Rempe-Gillen
- Theodor Reye
- Hans-Egon Richert
- Michael M. Richter
- Bernhard Riemann
- Adam Ries
- Willi Rinow
- Abraham Robinson
- Michael Röckner
- Werner Wolfgang Rogosinski
- Karl Rohn
- Helmut Röhrl
- Alex F. T. W. Rosenberg
- Johann Georg Rosenhain
- Arthur Rosenthal
- Markus Rost
- Heinrich August Rothe
- Thomas Royen
- Ferdinand Rudio
- Christoph Rudolff
- Carl David Tolmé Runge
- Iris Runge

## S
- Hans Samelson
- Björn Sandstede
- Lisa Sauermann
- Mathias Schacht
- Helmut H. Schaefer
- Friedrich Wilhelm Schäfke
- Paul Schatz
- Ludwig Scheeffer
- Arnd Scheel
- Georg Scheffers
- Adolf Schepp
- Heinrich Scherk
- Otto Schilling
- Victor Schlegel
- Ludwig Schlesinger
- Oscar Schlömilch
- Wilfried Schmid
- Friedrich Karl Schmidt
- Gunther Schmidt
- Theodor Schneider
- Claus P. Schnorr
- Eckehard Schöll
- Arnold Scholz
- Heinrich Scholz
- Peter Scholze
- Johannes Schöner
- Arnold Schönhage
- Erich Schönhardt
- Gaspar Schott
- Martin Schottenloher
- Hieronymus Schreiber
- Ernst Schröder
- Heinrich G. F. Schröder
- Heinrich Schröter
- Karl Schröter
- Hermann Schubert
- Horst Schubert
- Johann Friedrich Schultz
- Friedrich Schur
- Issai Schur
- Edmund Schuster
- Christof Schütte
- Kurt Schütte
- Hermann Schwarz
- Daniel Schwenter
- Hans Schwerdtfeger
- Christoph Scriba
- Paul Scriptoris
- Karl Seebach
- Paul Seidel
- Philipp Ludwig von Seidel
- Wladimir Seidel
- Herbert Seifert
- Reinhard Selten
- Bernd Siebert
- Carl Ludwig Siegel
- Max Simon
- Peter Slodowy
- Hans Sommer
- Wilhelm Specht
- Emanuel Sperner
- Theodor Spieker
- Herbert Spohn
- Roland Sprague
- Ludwig Staiger
- Simon von Stampfer
- Angelika Steger
- Karl Stein
- Carl August von Steinheil
- Ernst Steinitz
- Moritz Abraham Stern
- Michael Stifel
- Johannes Stöffler
- Josef Stoer
- Uwe Storch
- Volker Strassen
- Reinhold Strassmann
- Aegidius Strauch II
- Karl Strehl
- Thomas Streicher
- Catharina Stroppel
- Michael Struwe
- Eduard Study
- Ulrich Stuhler
- Friedrich Otto Rudolf Sturm
- Johann Sturm
- Karl-Theodor Sturm
- Bernd Sturmfels
- Wilhelm Süss
- John M. Sullivan

## T
- Rosalind Tanner
- Georg Tannstetter
- Oswald Teichmüller
- Bernhard Friedrich Thibaut
- Carl Johannes Thomae
- Gerhard Thomsen
- William Threlfall
- Ulrike Tillmann
- Heinrich Emil Timerding
- Otto Toeplitz
- Johann Georg Tralles
- Abdias Treu
- Walter Trump
- Ehrenfried Walther von Tschirnhaus
- Reidun Twarock
- Dietrich Tzwyvel

## U
- Helmut Ulm

## V
- Theodor Vahlen
- Rüdiger Valk
- Wilhelm Vauck
- Hermann Vermeil
- Eva Viehmann
- Eckart Viehweg
- Vitello
- Kurt Vogel

## W
- Klaus Wagner
- Manfred Wagner
- Friedhelm Waldhausen
- Marion Walter

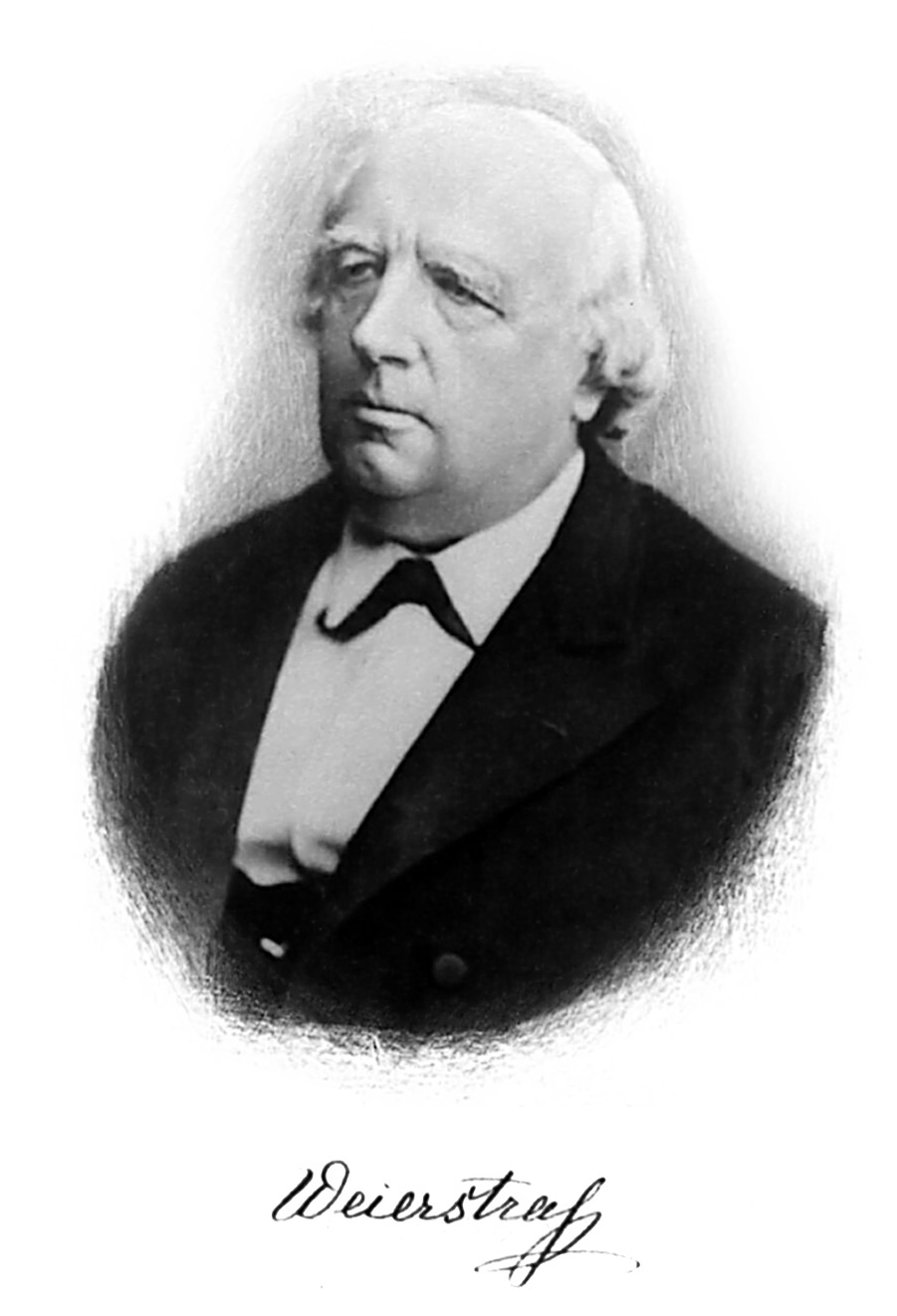
Karl Weierstrass

- Friedrich Heinrich Albert Wangerin
- Eduard Ritter von Weber
- Heinrich Martin Weber
- Werner Weber
- Katrin Wehrheim
- Dieter Weichert
- Joachim Weickert
- Karl Weierstrass
- Erhard Weigel
- Julius Weingarten
- Michael Weiss
- Paul Weiss
- Ernst August Weiß
- Katrin Wendland
- Elisabeth M. Werner
- Johannes Werner
- Hermann Weyl
- Johannes Widmann
- Arthur Wieferich
- Helmut Wielandt
- Anna Wienhard
- Hermann Wilken
- Rudolf Wille
- Thomas Willwacher
- Ernst Eduard Wiltheiss
- Ernst Witt
- Alexander Witting
- Franz Woepcke
- Barbara Wohlmuth
- Paul Wolfskehl
- Hans Wussing
- Peter Wynn

## Z
- Hans Zassenhaus
- Julius August Christoph Zech
- Christian Zeller
- Karl Longin Zeller
- Christoph Zenger
- Sarah Zerbes
- Ernst Zermelo
- Karl Eduard Zetzsche
- Günter M. Ziegler
- Heiner Zieschang
- Johann Jacob Zimmermann
- Thomas Zink
- Benedict Zuckermann